# Брент (Оклахома)
Брент (енгл. Brent) насељено је место без административног статуса у америчкој савезној држави Оклахома.

## Демографија
По попису из 2010. године број становника је 716, што је 212 (42,1%) становника више него 2000. године.
| Група             | 2000.       | 2010.       |
| Белци             | 398 (79,0%) | 545 (76,1%) |
| Афроамериканци    | 3 (0,6%)    | 2 (0,3%)    |
| Азијати           | 2 (0,4%)    | 16 (2,2%)   |
| Хиспаноамериканци | 3 (0,6%)    | 7 (1,0%)    |
| Укупно            | 504         | 716         |